# Királyi csillagász
A királyi csillagász (Astronomer Royal) a legmagasabb betölthető poszt az Egyesült Királyságban, amit csillagász betölthet. 1675. június 22. óta létezik ez a fokozat. A párja, az Astronomer Royal for Scotland 1834 óta létezik. Létezett egy írországi poszt is, a Royal Astronomer of Ireland.

## A királyi csillagászok
- 1995–jelenleg Martin Rees
- 1991–1995 Arnold Wolfendale
- 1982–1990 Francis Graham-Smith
- 1972-1982 Martin Ryle
- 1956-1971 Richard van der Riet Woolley
- 1933–1955 Harold Spencer Jones
- 1910–1933 Frank Dyson
- 1881–1910 William Christie
- 1835–1881 George Biddell Airy
- 1811–1835 John Pond
- 1765–1811 Nevil Maskelyne
- 1762–1764 Nathaniel Bliss
- 1742–1762 James Bradley
- 1720–1742 Edmond Halley
- 1675–1719 John Flamsteed